# Altajaure
Altajaure är en sjö i Jokkmokks kommun i Lappland och ingår i Luleälvens huvudavrinningsområde. Sjön har en area på 0,768 kvadratkilometer och ligger 188 meter över havet.

## Delavrinningsområde
Altajaure ingår i det delavrinningsområde (737314-172019) som SMHI kallar för Ovan VDRID = Lagnäsån i Luleälvens vattendragsyta. Medelhöjden är 170 meter över havet och ytan är 8,47 kvadratkilometer. Räknas de 1102 avrinningsområdena uppströms in blir den ackumulerade arean 21 382,84 kvadratkilometer. Avrinningsområdets utflöde Luleälven (Stora Luleälven) mynnar i havet. Avrinningsområdet består mestadels av skog (74 procent). Avrinningsområdet har 0,94 kvadratkilometer vattenytor vilket ger det en sjöprocent på 11,1 procent.